# Agave albopilosa
Agave albopilosa ist eine Pflanzenart aus der Gattung der Agaven (Agave).

## Beschreibung
Agave albopilosa wächst einzeln oder bildet kleine, Gruppen mit Wuchshöhen von 15 bis 30 cm und 20 bis 40 Die gelbgrünen, variablen, linealischen bis triangular nach oben gerichteten, gebogenen Blätter sind 15 bis 25 cm lang und bis 14 mm breit. Nahe dem grauen bis braunen Enddorn befinden sich weiße, haarige Büschel/Tuft mit einem Durchmesser bis 15 mm.
Der rispige Blütenstand wird 70 bis 120 cm hoch. Die glockenförmigen purpurfarbenen Blüten sind 20 bis 25 mm lang und 8 bis 10 mm breit.
Die länglichen dreikammerigen Kapselfrüchte sind 10 bis 12 mm lang und 8 bis 10 mm breit. Die schwarzen Samen sind 2 mm im Durchmesser.

## Systematik und Verbreitung
Agave albopilosa ist in Mexiko, Sierra Madre Oriental im Huesteca Canyon an exponierten Stellen an steilen Kalksteinklippen in 1000 bis 1500 m Höhe verbreitet. Sie ist vergesellschaftet mit Agave bracteosa, Agave lechuguilla, Agave striata, Agave victoriae-reginae, Dasylirion berlandieri, Hesperaloe funifera, Hechtia texensis und anderen Arten.
Die Erstbeschreibung durch Ismael Cabral Cordero, José Angel Villareal Quintanilla und Alejandro Eduardo Estrada-Castillón wurde 2007 veröffentlicht.
Agave albopilosa ist ein Vertreter der Gruppe Striatae und ist endemisch im Huesteca Canyon in Mexiko. Die Pflanzen wurden Ende des letzten Jahrhunderts entdeckt und im Jahr 2007 beschrieben. Einzigartig sind die nahe dem Enddorn befindlichen, weißen, haarigen Büschel/Tuft. Charakteristisch sind die einzeln wachsenden oder kompakten, kleinen dichten Gruppen mit den gelbgrünen, variablen, nach oben gerichteten, gebogenen Blättern, die an die steilen Felswände gepresst sind. Sie ist nahe verwandt mit Agave striata, gleichwohl sind Unterschiede in Blüten- und Fruchtstruktur erkennbar. Die erreichbaren Pflanzen sind stark dezimiert, jedoch sind die an den Steilwänden der Klippen wachsenden Pflanzen zur Zeit ungefährdet.
Ein nomenklatorisches Synonym ist Echinoagave albopilosa (I.Cabral, Villarreal & A.E.Estrada) A.Vázquez, Rosales & García-Mor.